# Distributed File System (Microsoft)
Das Distributed File System (DFS, englisch für Verteiltes Dateisystem) von Microsoft ermöglicht es, im Rechnernetz verteilte Verzeichnisse zu Verzeichnisstrukturen zusammenzustellen. Die Verzeichnisse können sich auf unterschiedlichen Datenspeichern befinden und erscheinen Benutzern dennoch als geschlossene Struktur.
Das Konzept des Distributed File System stammt nicht von Microsoft. Es gibt unterschiedliche Implementierungen verschiedener Hersteller.
Unter Windows NT 4.0 Server konnte DFS erstmals nachinstalliert werden. Es ist in teilweise eingeschränkten Varianten Bestandteil der nachfolgenden Windows Server für Unternehmen.
Die Topologie des DFS umfasst ein Verzeichnis als DFS-Stamm und Verknüpfungen auf die Zielverzeichnisse. Zu den Zielverzeichnissen können Replikate angelegt werden, mit denen die enthaltenen Dateien automatisch abgeglichen werden. Dann ist es aber nicht möglich zu steuern, ob Benutzer auf das eigentliche Zielverzeichnis oder ein möglicherweise noch nicht aktuelles Replikat zugreifen. 
Es können wahlweise zwei Varianten eines DFS-Stamms angelegt werden:
- Eigenständiger DFS-Stamm
  - Kann über keine freigegebenen DFS-Ordner auf Stammebene verfügen
  - Kann nur über eine einzige Ebene von DFS-Verknüpfungen verfügen
- Domänenbasierender DFS-Stamm
  - Kann über freigegebene DFS-Ordner auf Stammebene verfügen
  - Kann über mehrere Ebenen von DFS-Verknüpfungen verfügen
  - Muss auf einem Mitgliedsserver der Domäne eingerichtet sein
  - Wird automatisch im Active Directory veröffentlicht